# Enquête Emploi

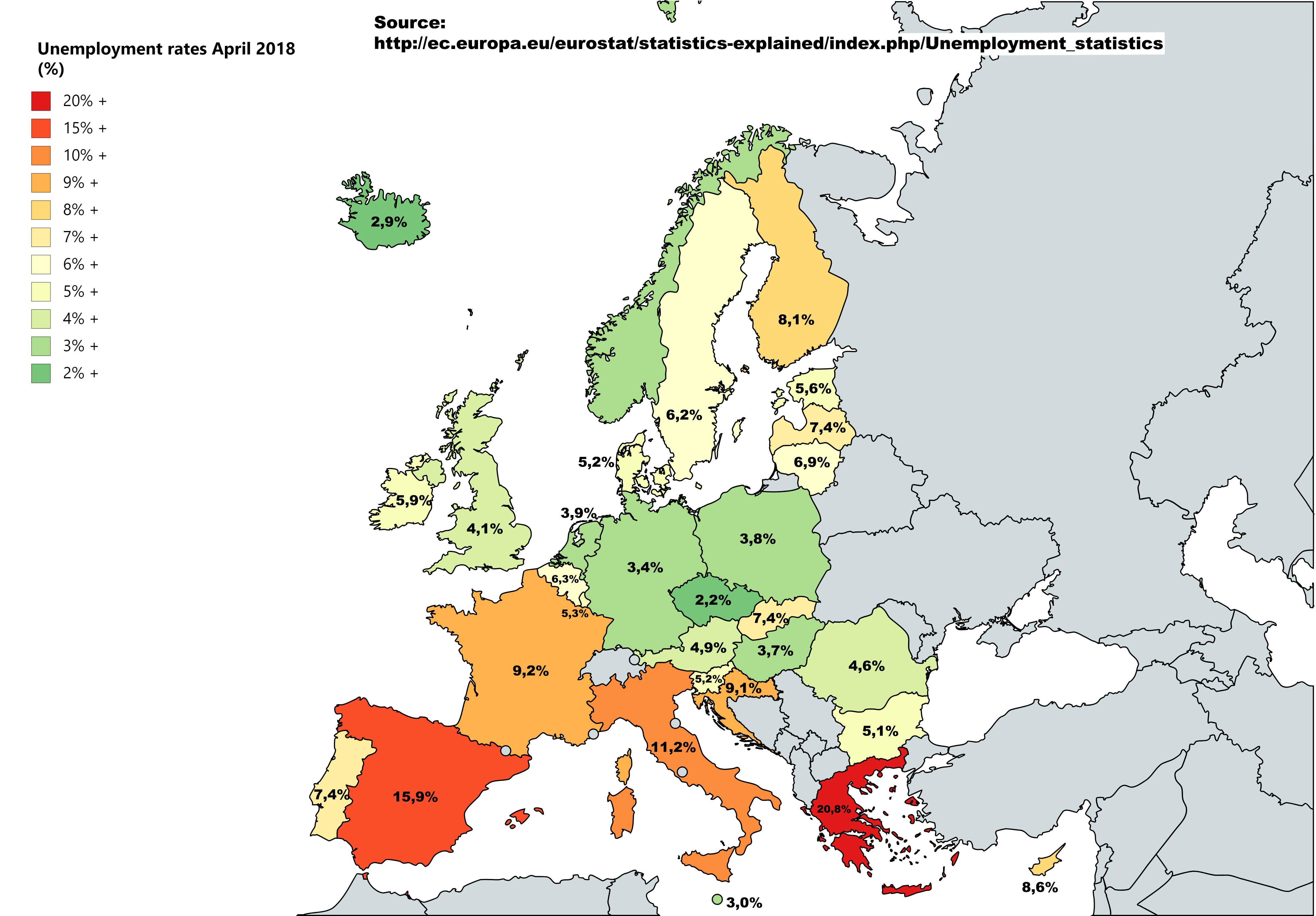
Taux de chômage en Europe - avril 2018

Les enquêtes Emploi sont des enquêtes menées dans les différents pays du monde pour obtenir des données sur le marché du travail. Ces enquêtes permettent notamment de calculer le taux de chômage au sens de l'Organisation internationale du travail dans les différents pays. 
Tous les membres de l'Union européenne ont l'obligation de mener une enquête emploi annuelle.  
En France, l'enquête Emploi est administrée par l'Insee depuis 1950. En 2003, la méthodologie de l'enquête Emploi évolue : depuis 1950, l'enquête était menée une fois par an, elle est désormais menée « en continu ».